# 大内政男
大内政男（おおうちまさお、1949年（昭和24年） - ）は、日本の建築家。三菱地所設計代表取締役社長。

## 略歴
東京都出身。
早稲田大学理工学部建築学科卒業。
同年、三菱地所株式会社入社。
200１年　株式会社三菱地所設計、2013年　(株)三菱地所設計代表取締役社長　兼　三菱地所(株)専務執行役員  2017年 (株)三菱地所設計代表取締役社長を退任、2018年 建築設計工房 Mを設立、現在に至る
主な作品に、成蹊大学学生会館・小学校給食堂、OAPタワーズ、横浜ポートサイド市街地開発事業、TOKYO　TWIN　PARKS、M.Mタワーズ、丸の内パークビルディング、丸の内永楽ビルディング等がある。
2004年、2005年、2006年、2008年グッドデザイン賞　　2011年、2013年BCS賞受賞
1971年　稲門建築会賞、2017年より稲門建築会会長、2021年退任
（公社）国際観光施設協会副会長、早稲田大学招聘研究員　